# Falvaterra
Falvaterra es una localidad y comune italiana de la provincia de Frosinone, región de Lacio, con 593 habitantes.

## Evolución demográfica
| Gráfica de evolución demográfica de Falvaterra entre 1861 y 2001 |
|                                                                  |
| Fuente ISTAT - elaboración gráfica de Wikipedia                  |